# Егејска уметност
Егејска уметност је најстарија и најзначајнија култура Европе. Почиње око 3000. п. н. е. а завршава се око 1100. п. н. е. када на њеном тлу настаје култура Грчке.
Егејска култура обухвата острва Егејског архипелага и Крит, који је изван егејских вода. (градови Кносос, Фесос...), Пелопонез на осточном делу (Микена, Тиринис и Фафио) и Малу Азију (западни део са Тројом)
Тло је одувек било шкрто, па живот није био лагодан. Али су занатски производи које су мењали за другу робу били изузетно квалитетни. Рано су почели да прерађују метал у виду оруђа и накита, радили су судове од глине танких зидова, глатке и лепо украшене. Егејци су путовали по целом познатом свету. Били су отворени, космополите, за разлику од Египћана.
Имали су робовласнички систем, али веома умекшан, са малим англомерацијама. То се види и по архитектури - градови нису опасани зидовима и нису на узвишењима. Од непријатеља су се бранили флотом. Нису се бојали сопственог становништва, поштовали су слободу и имали однос пун радости према природи и животу.
Егејци су имали култ матријархата, који је остатак поштовања мајке природе из праисторијског периода.
Егејска култура се дели на три периода:
- Кикладска култура 3000-2000. п. н. е.
- Критско-Минојска култура 2000-1500. г. п. н. е
- Микенска култура 1500-1100. п. н. е.

## Религија
Поимање религије је ведро, радосно, наивно, слободно. Нема храмова и свештеничког сталежа. Култна места су у природи са округлим жртвеницима. Нема већег поштовања загробног живота, јер нема ни гробница. Гробнице и култ мртвих се појављују тек у позној Микени (Агамнемонова гробница)

## Опште одлике уметности
Уметност је такође била слободна и ведра. Везана је за архитектуру и решавање амбијента. Развијали су сликарство, рељеф и скулптуру. Нема строге репрезентативности и монументалности ни религијске туробности. Уметност је саставни део и пратећа форма живота. Окренути су експериментисању, па се јављају нова и другачија дела од до тад виђених.